# روديغر كروزه
روديغر كروزه هو سياسي ألماني، ولد في 10 يونيو 1961 في هامبورغ في ألمانيا. نشط حزبياً في الاتحاد الديمقراطي المسيحي.

## مناصب
- في الانتخابات الفيدرالية الألمانية 2017، انتخب عضو في البوندستاغ الألماني عن دائرة Hamburg-Eimsbüttel (electoral district) [الإنجليزية]‏ وقد انضم خلال البوندستاغ الألماني التاسع عشر (24 أكتوبر 2017 – ) للكتلة البرلمانية الكتلة البرلمانية لائتلاف الاتحاد الديمقراطي المسيحي / الاتحاد الاجتماعي المسيحي في البوندستاغ  [لغات أخرى]‏.
- انتخب عضو في البوندستاغ الألماني خلال فترته النيابية  [لغات أخرى]‏.
- انتخب عضو برلمان هامبورغ ‏ (2001 – 2009).
- انتخب عضو في البوندستاغ الألماني خلال فترته النيابية  [لغات أخرى]‏ (2009 – 22 أكتوبر 2013).

## وصلات خارجية
- الموقع الرسمي